# پلستد
پلستد (به انگلیسی: Polstead) یک روستا و محله مدنی در بریتانیا است که در Babergh واقع شده‌است. پلستد ۸۵۱ نفر جمعیت دارد.